# 1. Fußballclub Union Berlin 2023-2024
Questa voce raccoglie le informazioni riguardanti l'1. Fußballclub Union Berlin nelle competizioni ufficiali della stagione 2023-2024.

## Stagione
Grazie al quarto posto conseguito nella stagione precedente, l'Union Berlino ha il diritto di disputare la Champions League per la prima volta nella sua storia. Tra gli acquisti più importanti figura Leonardo Bonucci, considerato bandiera della Juventus e acquistato a parametro zero.
La stagione sembra partire bene quando il club capitolino batte Magonza e Darmstadt per 4-1 (rispettivamente in casa e in trasferta), ma le cose iniziano a mettersi male dopo la sconfitta per 3-0 contro il RB Lipsia: da qui arriva una spaventosa striscia di sconfitte contro Wolfsburg, Hoffenheim, Heidenheim, Borussia Dortmund, Stoccarda, Werder Brema, Eintracht Francoforte e Bayer Leverkusen, una striscia segnata da 21 gol subiti (se si esclude il suddetto Lipsia) a fronte di soli 3 reti segnate.
Vanno male anche i percorsi in coppa: dopo un'agevole vittoria per 4-0 contro l'Astoria Walldorf al primo turno di Coppa di Germania, il club capitolino cade ai sedicesimi ancora contro lo Stoccarda. In Champions, invece, vengono sorteggiati nel girone C con i portoghesi del Braga, il Napoli Campione d'Italia e i Blancos del Real Madrid; i berlinesi finiscono ultimi con solo due punti maturati dai pareggi per 1-1 contro i partenopei e i portoghesi. Fischer, che allenava il club già dal 2018, ben 6 anni, viene esonerato a novembre 2023 nel corso dell'undicesima giornata di campionato, dove ha perso contro il suddetto Leverkusen, futuro campione di Germania, per 4-0. Dopo una parentesi di Marco Grote durata solo una giornata, gli subentra il croato Nenad Bjelica. Sotto di lui, i sette punti conquistati con le vittorie contro il Borussia M'gladbach e il Colonia e il pareggio a reti bianche contro il Friburgo rappresentano una ciambella di salvataggio per terminare il girone d'andata al quindicesimo posto.
Dopo che nel mercato invernale, Bonucci viene ceduto al Fenerbahçe, il campionato prosegue a vicende alterne, dove i berlinesi restano pericolosamente vicini alla zona play-out retrocessione. All'ultima giornata di campionato, l'Union è sedicesimo con 30 punti dopo ben sette partite senza vincere (in particolare ha perso di misura le ultime due partite della striscia, contro il Bochum in casa per 4-3 e contro il Colonia in trasferta per 3-2), e per salvarsi deve vincere contro il Friburgo e sperare che almeno una tra Bochum e Magonza (rispettivamente a 32 e 33 punti) non vincano le partite successive (rispettivamente contro Werder Brema e Borussia M'Gladbach). Alla fine, le partite del 18 maggio terminano con le vittorie di Union e Magonza, e la sconfitta del Bochum basta a salvare in pieno i berlinesi che concludono dunque il campionato al 15º posto.

## Maglie e sponsor
| Casa |  | Trasferta |  | Terza divisa |

## Rosa
Aggiornata al 31 gennaio 2024 
 In corsivo i calciatori ceduti durante la stagione 
| N. |                           | Ruolo | Calciatore          |
| -- | ------------------------- | ----- | ------------------- |
| 1  | Danimarca (bandiera)      | P     | Frederik Rønnow     |
| 2  | Germania (bandiera)       | D     | Kevin Vogt          |
| 3  | Germania (bandiera)       | D     | Paul Jaeckel        |
| 4  | Portogallo (bandiera)     | D     | Diogo Leite         |
| 5  | Paesi Bassi (bandiera)    | D     | Danilho Doekhi      |
| 6  | Germania (bandiera)       | C     | Robin Gosens        |
| 7  | Stati Uniti (bandiera)    | C     | Brenden Aaronson    |
| 8  | Germania (bandiera)       | C     | Rani Khedira        |
| 9  | Danimarca (bandiera)      | A     | Mikkel Kaufmann     |
| 10 | Germania (bandiera)       | A     | Kevin Volland       |
| 11 | Costa d'Avorio (bandiera) | A     | David Datro Fofana  |
| 11 | Costa d'Avorio (bandiera) | A     | Chris Bedia         |
| 12 | Danimarca (bandiera)      | P     | Jakob Busk          |
| 13 | Ungheria (bandiera)       | C     | András Schäfer      |
| 14 | Belgio (bandiera)         | A     | Yorbe Vertessen     |
| 16 | Germania (bandiera)       | A     | Benedict Hollerbach |
| 17 | Germania (bandiera)       | A     | Kevin Behrens       |
| 18 | Croazia (bandiera)        | D     | Josip Juranović     |
| 19 | Germania (bandiera)       | C     | Janik Haberer       |
| 20 | Tunisia (bandiera)        | C     | Aïssa Laïdouni      |

| N. |                        | Ruolo | Calciatore                     |
| -- | ---------------------- | ----- | ------------------------------ |
| 21 | Germania (bandiera)    | A     | Tim Skarke                     |
| 23 | Italia (bandiera)      | D     | Leonardo Bonucci               |
| 26 | Francia (bandiera)     | C     | Jérôme Roussillon              |
| 27 | Suriname (bandiera)    | A     | Sheraldo Becker                |
| 28 | Austria (bandiera)     | A     | Christopher Trimmel (capitano) |
| 29 | Francia (bandiera)     | C     | Lucas Tousart                  |
| 30 | Germania (bandiera)    | D     | Dominique Heintz               |
| 31 | Germania (bandiera)    | D     | Robin Knoche                   |
| 32 | Serbia (bandiera)      | C     | Miloš Pantović                 |
| 33 | Rep. Ceca (bandiera)   | C     | Alex Král                      |
| 36 | Germania (bandiera)    | C     | Aljoscha Kemlein               |
| 37 | Germania (bandiera)    | P     | Alexander Schwolow             |
| 38 | Germania (bandiera)    | C     | Laurenz Dehl                   |
| 39 | Germania (bandiera)    | P     | Yannic Stein                   |
| 45 | Stati Uniti (bandiera) | A     | Jordan Siebatcheu              |

## Calciomercato

### Sessione estiva
| Acquisti         | Acquisti            | Acquisti         | Acquisti                   |
| R.               | Nome                | da               | Modalità                   |
| ---------------- | ------------------- | ---------------- | -------------------------- |
| C                | Robin Gosens        | Inter            | definitivo (13 milioni €)  |
| C                | Lucas Tousart       | Hertha Berlino   | definitivo (3 milioni €)   |
| A                | Kevin Volland       | Monaco           | definitivo (3 milioni €)   |
| A                | Mikkel Kaufmann     | Copenaghen       | definitivo (2,7 milioni €) |
| D                | Diogo Leite         | Porto            | definitivo (7,5 milioni €) |
| A                | Benedict Hollerbach | Wehen            | definitivo (2 milioni €)   |
| P                | Lennart Grill       | Bayer Leverkusen | n.d.                       |
| P                | Alexander Schwolow  | Hertha Berlino   | gratuito                   |
| D                | Leonardo Bonucci    | Juventus         | gratuito                   |
| C                | Brenden Aaronson    | Leeds Utd        | prestito                   |
| A                | David Datro Fofana  | Chelsea          | prestito                   |
| C                | Alex Kral           | Spartak Mosca    | prestito                   |
| Altre operazioni |                     |                  |                            |
| R.               | Nome                | da               | Modalità                   |
| A                | Tim Skarke          | Schalke 04       | fine prestito              |
| D                | Dominique Heintz    | Bochum           | fine prestito              |
| D                | Tymoteusz Puchacz   | Panathīnaïkos    | fine prestito              |
| D                | Rick van Drongelen  | Hansa Rostock    | fine prestito              |
| C                | Laurenz Dehl        | Viktoria Berlino | fine prestito              |

| Cessioni         | Cessioni           | Cessioni            | Cessioni                |
| R.               | Nome               | da                  | Modalità                |
| ---------------- | ------------------ | ------------------- | ----------------------- |
| A                | Sven Michel        | Augusta             | definitivo (950 mila €) |
| A                | Miloš Pantović     | Eupen               | n.d.                    |
| C                | Paul Seguin        | Schalke 04          | definitivo (750 mila €) |
| A                | Jamie Leweling     | Stoccarda           | prestito (200 mila €)   |
| A                | Jordan Siebatcheu  | Borussia M'gladbach | prestito                |
| C                | Levin Öztunali     | Amburgo             | gratuito                |
| C                | Morten Thorsby     | Genoa               | prestito                |
| A                | Tim Skarke         | Darmstadt           | prestito                |
| C                | Kevin Möhwald      | Eupen               | gratuito                |
| D                | Rick van Drongelen | Samsunspor          | definitivo (200 mila €) |
| C                | Tim Maciejewski    | Sandhausen          | gratuito                |
| P                | Tymoteusz Puchacz  | Kaiserslautern      | prestito                |
| P                | Lennart Grill      | Osnabrück           | prestito                |
| A                | David Preu         | Aalen               | prestito                |
| Altre operazioni |                    |                     |                         |
| R.               | Nome               | da                  | Modalità                |
| D                | Niko Gießelmann    |                     | svincolato              |
| D                | Diogo Leite        | Porto               | fine prestito           |
| D                | Timo Baumgartl     | PSV                 | fine prestito           |

### Sessione invernale
| Acquisti         | Acquisti        | Acquisti   | Acquisti                    |
| R.               | Nome            | da         | Modalità                    |
| ---------------- | --------------- | ---------- | --------------------------- |
| D                | Kevin Vogt      | Hoffenheim | n.d.                        |
| A                | Chris Bedia     | Servette   | definitivo (2 milioni €)    |
| A                | Yorbe Vertessen | PSV        | definitivo (4,75 milioni €) |
| Altre operazioni |                 |            |                             |
| R.               | Nome            | da         | Modalità                    |

| Cessioni         | Cessioni           | Cessioni      | Cessioni                 |
| R.               | Nome               | da            | Modalità                 |
| ---------------- | ------------------ | ------------- | ------------------------ |
| C                | Aljoscha Kemlein   | St. Pauli     | prestito                 |
| D                | Leonardo Bonucci   | Fenerbahçe    | gratuito                 |
| A                | David Datro Fofana | Chelsea       | fine prestito            |
| A                | Sheraldo Becker    | Real Sociedad | definitivo (3 milioni €) |
| A                | Kevin Behrens      | Wolfsburg     | n.d.                     |
| Altre operazioni |                    |               |                          |
| R.               | Nome               | da            | Modalità                 |

## Risultati

### Bundesliga

#### Girone di andata
| Arbitro: | Tobias Stieler (Amburgo) |

|                                    |           |          |
| Behrens 1’, 9’, 70’ Pantović 90+6’ | Marcatori | 64’ Caci |

| Arbitro: | Patrick Ittrich (Amburgo) |

|            |           |                                       |
| Mehlem 24’ | Marcatori | 4’, 34’ Gosens 39’ Behrens 65’ Doekhi |

| Arbitro: | Daniel Schlager (Hügelsheim) |

|  |           |                                |
|  | Marcatori | 51’ Xavi Simons 85’, 87’ Šeško |

| Arbitro: | Felix Brych (Monaco di Baviera) |

|                    |           |            |
| Wind 12’ Mæhle 30’ | Marcatori | 28’ Gosens |

| Arbitro: | Deniz Aytekin (Oberasbach) |

|  |           |                               |
|  | Marcatori | 22’ (rig.) Kramarić 38’ Beier |

| Arbitro: | Sascha Stegemann (Niederkassel) |

|           |           |  |
| Beste 59’ | Marcatori |  |

| Arbitro: | Patrick Ittrich (Amburgo) |

|                                                      |           |                              |
| Füllkrug 7’ Schlotterbeck 49’ Brandt 54’ Ryerson 71’ | Marcatori | 9’ Gosens 31’ (rig.) Bonucci |

| Arbitro: | Bastian Dankert (Rostock) |

|  |           |                                           |
|  | Marcatori | 16’ Guirassy 81’ Katompa Mvumpa 88’ Undav |

| Arbitro: | Tobias Stieler (Amburgo) |

|                               |           |  |
| Knoche 38’ (aut.) Ducksch 75’ | Marcatori |  |

| Arbitro: | Sven Jablonski (Brema) |

|  |           |                            |
|  | Marcatori | 2’, 14’ Marmoush 82’ Nacho |

| Arbitro: | Timo Gerach (Landau) |

|                                              |           |  |
| Grimaldo 23’ Kossounou 57’ Tah 73’ Tella 83’ | Marcatori |  |

| Arbitro: | Florian Badstübner (Norimberga) |

|             |           |                      |
| Volland 88’ | Marcatori | 39’ (rig.) Demirović |

| Arbitro: | Willenborg (Osnabrück) |

|                  |           |  |
| R. Guerreiro 46’ | Marcatori |  |

| Arbitro: | Martin Petersen (Stoccarda) |

|                                                |           |          |
| Volland 24’ (rig.) Hollerbach 50’ Kaufmann 75’ | Marcatori | 77’ Pléa |

| Arbitro: | Sven Jablonski (Brema) |

|                                             |           |  |
| Asano 45+5’ Paciência 54’ Stöger 78’ (rig.) | Marcatori |  |

| Arbitro: | Aytekin (Oberasbach) |

|                           |           |  |
| Hollerbach 55’ Fofana 78’ | Marcatori |  |

| Friburgo in Brisgovia 13 gennaio 2024, ore 15:30 CET 17ª giornata | Friburgo               | 0 – 0 referto | Union Berlino | Europa-Park Stadion (33 800 spett.)\| Arbitro: \| Dingert (Lebecksmühle) \| |
| Arbitro:                                                          | Dingert (Lebecksmühle) |               |               |                                                                             |

#### Girone di ritorno
| Arbitro: | Petersen (Stoccarda) |

|                |           |               |
| Burkardt 45+8’ | Marcatori | 45+13’ Gosens |

| Arbitro: | Osmers (Hannover) |

|                |           |  |
| Hollerbach 62’ | Marcatori |  |

| Arbitro: | Fritz (Korb) |

|                      |           |  |
| Openda 11’ Šeško 48’ | Marcatori |  |

| Arbitro: | Jöllenbeck (Friburgo in Brisgovia) |

|               |           |  |
| Doekhi 45+25’ | Marcatori |  |

| Arbitro: | Hartmann (Wangen im Allgäu) |

|  |           |              |
|  | Marcatori | 84’ Aaronson |

| Arbitro: | Aytekin (Oberasbach) |

|                          |           |                      |
| Gosens 44’ Schäfer 45+2’ | Marcatori | 3’ Dovedan 71’ Beste |

| Arbitro: | Dingert (Lebecksmühle) |

|  |           |                         |
|  | Marcatori | 41’ Adeyemi 90’ Maatsen |

| Arbitro: | Schröder (Hannover) |

|                          |           |  |
| Guirassy 14’ Führich 65’ | Marcatori |  |

| Arbitro: | Schlager (Hügelsheim) |

|                            |           |            |
| Vertessen 50’ Aaronson 52’ | Marcatori | 63’ Weiser |

| Francoforte sul Meno 30 marzo 2024, ore 15:30 CET 27ª giornata | Eintracht Francoforte | 0 – 0 referto | Union Berlino | Deutsche Bank Park (55 000 spett.)\| Arbitro: \| Fritz (Korb) \| |
| Arbitro:                                                       | Fritz (Korb)          |               |               |                                                                  |

| Arbitro: | Brand (Unterspiesheim) |

|  |           |                    |
|  | Marcatori | 45+8’ (rig.) Wirtz |

| Arbitro: | Stieler (Amburgo) |

|                      |           |  |
| Tietz 47’ Michel 81’ | Marcatori |  |

| Arbitro: | Jablonski (Brema) |

|                 |           |                                                 |
| Vertessen 90+1’ | Marcatori | 29’ Goretzka 45+1’ Kane 53’, 66’ Müller 62’ Tel |

| Mönchengladbach 28 aprile 2024, ore 15:30 CEST 31ª giornata | Borussia M'gladbach      | 0 – 0 referto | Union Berlino | Borussia-Park (53 723 spett.)\| Arbitro: \| Stegemann (Niederkassel) \| |
| Arbitro:                                                    | Stegemann (Niederkassel) |               |               |                                                                         |

| Arbitro: | Fritz (Korb) |

|                                        |           |                                                     |
| Vertessen 59’ Bedia 63’ Hollerbach 74’ | Marcatori | 16’, 31’ Wittek 37’ K. Schlotterbeck 70’ P. Hofmann |

| Arbitro: | Aytekin (Oberasbach) |

|                                         |           |                               |
| Kainz 45’ (rig.) Tigges 87’ Downs 90+3’ | Marcatori | 15’ Knoche 19’ (rig.) Volland |

| Arbitro: | Dingert (Lebecksmühle) |

|                              |           |          |
| Hollerbach 68’ Haberer 90+2’ | Marcatori | 85’ Dōan |

### DFB-Pokal
| Arbitro: | Wolfgang Haslberger |

|  |           |                                             |
|  | Marcatori | 29’ Knoche 38’ Becker 41’ Leite 84’ Haberer |

| Arbitro: | Sascha Stegemann (Niederkassel) |

|           |           |  |
| Undav 45’ | Marcatori |  |

### UEFA Champions League

#### Fase a gironi
| Arbitro: | Eskås |

|                  |           |  |
| Bellingham 90+4’ | Marcatori |  |

| Arbitro: | Jovanović |

|                 |           |                                    |
| Becker 30’, 37’ | Marcatori | 41’ Niakaté 51’ Bruma 90+4’ Castro |

| Arbitro: | Peljto |

|  |           |               |
|  | Marcatori | 65’ Raspadori |

| Arbitro: | Makkelie |

|              |           |            |
| Politano 39’ | Marcatori | 52’ Fofana |

| Arbitro: | Turpin |

|           |           |            |
| Djaló 51’ | Marcatori | 42’ Gosens |

| Arbitro: | Obrenovič |

|                        |           |                              |
| Volland 45+1’ Král 85’ | Marcatori | 61’, 72’ Joselu 89’ Ceballos |

## Statistiche finali

### Statistiche di squadra
| Competizione      | Punti | In casa | In casa | In casa | In casa | In casa | In casa | In trasferta | In trasferta | In trasferta | In trasferta | In trasferta | In trasferta | Totale | Totale | Totale | Totale | Totale | Totale | DR  |
| Competizione      | Punti | G       | V       | N       | P       | Gf      | Gs      | G            | V            | N            | P            | Gf           | Gs           | G      | V      | N      | P      | Gf     | Gs     | DR  |
| ----------------- | ----- | ------- | ------- | ------- | ------- | ------- | ------- | ------------ | ------------ | ------------ | ------------ | ------------ | ------------ | ------ | ------ | ------ | ------ | ------ | ------ | --- |
| Bundesliga        | 33    | 17      | 7       | 2       | 8       | 22      | 30      | 17           | 2            | 4            | 11           | 11           | 28           | 34     | 9      | 6      | 19     | 33     | 58     | -25 |
| Coppa di Germania | -     | 0       | 0       | 0       | 0       | 0       | 0       | 2            | 1            | 0            | 1            | 4            | 1            | 2      | 1      | 0      | 1      | 4      | 1      | +3  |
| Champions League  | 2     | 3       | 0       | 0       | 3       | 4       | 7       | 3            | 0            | 2            | 1            | 2            | 3            | 6      | 0      | 2      | 4      | 6      | 10     | -4  |
| Totale            | -     | 20      | 8       | 2       | 10      | 26      | 36      | 22           | 3            | 6            | 13           | 17           | 32           | 42     | 10     | 8      | 24     | 43     | 69     | -26 |

### Andamento in campionato
| Giornata  | 1 | 2 | 3 | 4 | 5  | 6  | 7  | 8  | 9  | 10 | 11 | 12 | 13 | 14 | 15 | 16 | 17 | 18 | 19 | 20 | 21 | 22 | 23 | 24 | 25 | 26 | 27 | 28 | 29 | 30 | 31 | 32 | 33 | 34 |
| --------- | - | - | - | - | -- | -- | -- | -- | -- | -- | -- | -- | -- | -- | -- | -- | -- | -- | -- | -- | -- | -- | -- | -- | -- | -- | -- | -- | -- | -- | -- | -- | -- | -- |
| Luogo     | C | T | C | T | C  | T  | T  | C  | T  | C  | T  | C  | T  | C  | T  | C  | T  | T  | C  | T  | C  | T  | C  | C  | T  | C  | T  | C  | T  | C  | T  | C  | T  | C  |
| Risultato | V | V | P | P | P  | P  | P  | P  | P  | P  | P  | N  | P  | V  | P  | V  | N  | N  | V  | P  | V  | V  | N  | P  | P  | V  | N  | P  | P  | P  | N  | P  | P  | V  |
| Posizione | 3 | 1 | 5 | 8 | 10 | 11 | 13 | 14 | 15 | 16 | 18 | 17 | 15 | 15 | 15 | 15 | 15 | 15 | 15 | 15 | 15 | 13 | 14 | 14 | 14 | 13 | 12 | 13 | 13 | 14 | 14 | 15 | 16 | 15 |

Fonte:  Bundesliga - Tabelle, su bundesliga.com.
Legenda:

Luogo: C = Casa; T = Trasferta. Risultato: V = Vittoria; N = Pareggio; P = Sconfitta.

### Statistiche dei giocatori
| Giocatore     | Bundesliga | Bundesliga | Bundesliga  | Bundesliga | Coppa di Germania | Coppa di Germania | Coppa di Germania | Coppa di Germania | Champions League | Champions League | Champions League | Champions League | Totale   | Totale | Totale      | Totale     |
| Giocatore     | Presenze   | Reti       | Ammonizioni | Espulsioni | Presenze          | Reti              | Ammonizioni       | Espulsioni        | Presenze         | Reti             | Ammonizioni      | Espulsioni       | Presenze | Reti   | Ammonizioni | Espulsioni |
| ------------- | ---------- | ---------- | ----------- | ---------- | ----------------- | ----------------- | ----------------- | ----------------- | ---------------- | ---------------- | ---------------- | ---------------- | -------- | ------ | ----------- | ---------- |
| B. Aaronson   | 30         | 2          | 1           | 1          | 2                 | 0                 | 0                 | 0                 | 6                | 0                | 0                | 0                | 38       | 2      | 1           | 1          |
| S. Becker     | 11         | 0          | 0           | 0          | 2                 | 1                 | 0                 | 0                 | 5                | 2                | 0                | 0                | 18       | 3      | 0           | 0          |
| C. Bedia      | 7          | 1          | 0           | 0          | -                 | -                 | -                 | -                 | -                | -                | -                | -                | 7        | 1      | 0           | 0          |
| K. Behrens    | 18         | 4          | 3           | 0          | 2                 | 0                 | 0                 | 0                 | 4                | 0                | 0                | 0                | 24       | 4      | 3           | 0          |
| L. Bonucci    | 7          | 1          | 0           | 0          | 0                 | 0                 | 0                 | 0                 | 3                | 0                | 2                | 0                | 10       | 1      | 2           | 0          |
| D. Doekhi     | 24         | 2          | 2           | 0          | 1                 | 0                 | 0                 | 0                 | 3                | 0                | 0                | 0                | 28       | 2      | 2           | 0          |
| D.D. Fofana   | 12         | 1          | 0           | 0          | 1                 | 0                 | 0                 | 0                 | 4                | 1                | 0                | 0                | 17       | 2      | 0           | 0          |
| R. Gosens     | 29         | 6          | 9           | 1          | 1                 | 0                 | 1                 | 0                 | 6                | 1                | 0                | 0                | 36       | 7      | 10          | 1          |
| J. Haberer    | 21         | 1          | 5           | 0          | 1                 | 1                 | 0                 | 0                 | 5                | 0                | 1                | 0                | 27       | 2      | 6           | 0          |
| B. Hollerbach | 28         | 5          | 2           | 0          | 1                 | 0                 | 0                 | 0                 | 0                | 0                | 0                | 0                | 29       | 5      | 2           | 0          |
| P. Jaeckel    | 6          | 0          | 0           | 0          | 0                 | 0                 | 0                 | 0                 | 3                | 0                | 1                | 0                | 9        | 0      | 1           | 0          |
| J. Juranović  | 21         | 0          | 4           | 0          | 1                 | 0                 | 0                 | 0                 | 5                | 0                | 1                | 0                | 27       | 0      | 5           | 0          |
| M. Kaufmann   | 18         | 1          | 0           | 0          | 1                 | 0                 | 0                 | 0                 | 0                | 0                | 0                | 0                | 19       | 1      | 0           | 0          |
| A. Kemlein    | 2          | 0          | 0           | 0          | 0                 | 0                 | 0                 | 0                 | 1                | 0                | 0                | 0                | 3        | 0      | 0           | 0          |
| R. Khedira    | 20         | 0          | 5           | 1          | 1                 | 0                 | 0                 | 0                 | 4                | 0                | 2                | 0                | 25       | 0      | 7           | 1          |
| R. Knoche     | 24         | 1          | 1           | 0          | 2                 | 1                 | 0                 | 0                 | 3                | 0                | 1                | 0                | 29       | 2      | 2           | 0          |
| A. Kral       | 24         | 0          | 2           | 0          | 2                 | 0                 | 0                 | 0                 | 6                | 1                | 0                | 0                | 32       | 1      | 2           | 0          |
| A. Laïdouni   | 23         | 0          | 2           | 0          | 2                 | 0                 | 0                 | 0                 | 6                | 0                | 1                | 0                | 31       | 0      | 3           | 0          |
| D. Leite      | 32         | 0          | 5           | 0          | 2                 | 1                 | 0                 | 0                 | 6                | 0                | 1                | 0                | 40       | 1      | 6           | 0          |
| M. Pantović   | 1          | 1          | 0           | 0          | 0                 | 0                 | 0                 | 0                 | 0                | 0                | 0                | 0                | 1        | 1      | 0           | 0          |
| F. Rønnow     | 33         | -56        | 2           | 0          | 2                 | -1                | 0                 | 0                 | 6                | -10              | 0                | 0                | 41       | -67    | 2           | 0          |
| J. Roussillon | 23         | 0          | 2           | 0          | 2                 | 0                 | 0                 | 0                 | 4                | 0                | 0                | 0                | 29       | 0      | 2           | 0          |
| A. Schäfer    | 19         | 1          | 1           | 1          | 0                 | 0                 | 0                 | 0                 | 0                | 0                | 0                | 0                | 19       | 1      | 1           | 1          |
| J. Siebatcheu | 1          | 0          | 0           | 0          | 1                 | 0                 | 0                 | 0                 | 0                | 0                | 0                | 0                | 2        | 0      | 0           | 0          |
| A. Schwolow   | 1          | -2         | 0           | 0          | -                 | -                 | -                 | -                 | -                | -                | -                | -                | 1        | -2     | 0           | 0          |
| L. Tousart    | 22         | 0          | 5           | 0          | 1                 | 0                 | 0                 | 0                 | 5                | 0                | 3                | 0                | 28       | 0      | 8           | 0          |
| C. Trimmel    | 26         | 0          | 2           | 1          | 2                 | 0                 | 0                 | 0                 | 3                | 0                | 1                | 0                | 31       | 0      | 3           | 1          |
| Y. Vertessen  | 13         | 3          | 1           | 0          | 0                 | 0                 | 0                 | 0                 | 0                | 0                | 0                | 0                | 13       | 3      | 1           | 0          |
| K. Vogt       | 16         | 0          | 3           | 0          | 0                 | 0                 | 0                 | 0                 | 0                | 0                | 0                | 0                | 16       | 0      | 3           | 0          |
| K. Volland    | 26         | 3          | 3           | 2          | 1                 | 0                 | 0                 | 0                 | 5                | 1                | 0                | 0                | 32       | 4      | 3           | 2          |